# William Ferreira
William Ferreira Martínez (Artigas, 25 de fevereiro de 1983) é um futebolista uruguaio que atua como atacante.